# Parthenay
Parthenay (im lokalen Dialekt Partenaes) ist eine französische Gemeinde mit 10.121 Einwohnern (Stand 1. Januar 2022) im Département Deux-Sèvres in der Region Nouvelle-Aquitaine. Sie ist Verwaltungssitz des Arrondissements Parthenay (Unterpräfektur), Hauptort des Kantons Parthenay und Sitz des 2014 gegründeten Gemeindeverbandes Communauté de communes de Parthenay-Gâtine.

## Geographie
Parthenay liegt am oberen Thouet, an den Mündungen seiner Nebenflüsse Viette von rechts und Palais von links, rund 50 Kilometer westlich von Poitiers und etwa 55 Kilometer nördlich von Melle.

## Ortsbild
Von Norden führen die Brücke Saint-Jacques und die anschließende – in Teilen noch mittelalterlich anmutende – Rue de la Vaux Saint-Jacques in die Altstadt, die mit ihrer Zitadelle malerisch auf einem Felsplateau über dem Flüsschen Thouet liegt.

## Geschichte
Der Name Parthenay tritt erstmals im 11. Jahrhundert auf, scheint aber den heutigen Ortsteil Parthenay-le-Vieux zu bezeichnen. Besiedlungsspuren aus der Zeit davor sind nicht erhalten. Im Mittelalter war die Stadt eine Durchgangsstation auf dem Jakobsweg, allerdings auf einer Nebenstrecke der Via Turonensis.
Die erste Dynastie lokaler Herren ist als „die Erzbischöflichen von Parthenay“ bekannt, weil sie stolz darauf waren, dass einer der Ihren, Joscelin II. von Parthenay († 1086), Erzbischof von Bordeaux gewesen war. Diese Herren, Vasallen der Grafen von Poitiers, wurden im 11. Jahrhundert zu mächtigen Baronen und kontrollierten das Gâtinais durch die Gründung von Burgen, Kirchen und Städten. Sie verbündeten sich mit den Grafen von Anjou, den Feinden ihrer Lehnsherren, und rebellierten sogar gegen die Könige von Frankreich und England. 
In der zweiten Hälfte des 11. Jahrhunderts gewährten die Herzöge von Poitiers den Städten rund um Parthenay Konzessionen, indem sie auf herrschaftliche Rechte wie das Recht auf Waffendienst verzichteten. Auf der Burg von Parthenay traf Herzog Wilhelm X. von Aquitanien 1135 mit Bernhard von Clairvaux zusammen, der ihn von der Unterstützung des Gegenpapstes Anaklet II. abbrachte. 
Die Stadt wurde zum Durchgangsort für einen Nebenweg der Pilgerfahrt nach Santiago de Compostela, der weiter südlich, nach Durchquerung von Niort, in die Via Turonensis mündete. Daher heißt das befestigte Tor im Norden der Altstadt Porte Saint-Jacques. Die Hauptverkehrsader der Stadt im Mittelalter war die Rue de la Vau Saint-Jacques (hier gibt es noch eine Gruppe von Fachwerkhäusern des Spätmittelalters), die zum Tor der Zitadelle führt. An ihrer Stelle, auf einem Felsvorsprung mit Blick auf den Fluss Thouet, befand sich die Burg der Herren von Parthenay.

Provinzen Frankreichs (1477). Die Baronie Parthenay violett als Enklave im (königlichen) Poitou.

Im Jahr 1202 unterstützte der Baron de Parthenay den englischen König Johann Ohneland in seinem Kampf gegen den König von Frankreich, Philippe-Auguste. Der englische König leistete seinem Verbündeten erhebliche Hilfe, damit er die Befestigungen seiner Burgen verstärken konnte, was jedoch die Eroberung der Stadt im Jahr 1207 durch Philippe-Auguste nicht verhinderte. 1214 versammelte sich die englische Armee bei Parthenay, bevor sie in den Feldzug gegen den König von Frankreich eintrat. Nach der Niederlage Johanns in der Schlacht bei Bouvines 1214 wurde der Waffenstillstand in Parthenay unterzeichnet. Die Barone von Parthenay erhielten weiterhin Subventionen von den Königen Englands, 1242 stellte der König von England seinem Verbündeten kurzzeitig sogar eine Garnison zur Verfügung. Fast ein Jahrhundert später wurden die Subventionen des Königs von England mit Beginn des Hundertjährigen Krieges wieder aufgenommen und die dadurch verstärkte Festung widerstand 1419 vier Monate lang der Belagerung durch den Dauphin Charles.
Die Befestigungsanlagen von Parthenay wurden im 15. Jahrhundert vom Connétable de Richemont, der nach dem Aussterben der Herren von Parthenay die Stadt in seine Hand bekam, noch einmal verstärkt, nicht zur Freude der Bevölkerung. 1465 wurden die Befestigungsanlagen auf königliche Anordnung teilweise geschleift. 1480 verstärkte Jean de Dunois die Befestigungen wieder und stellte sich während der Guerre folle auf die Seite der aufständischen Prinzen. 1486 wurde die Stadt von der königlichen Armee eingenommen und ihre Stadtbefestigungen wiederum abgebaut. Die Gräfin von Dunois erhielt jedoch 1492 die Erlaubnis, sie durch Modernisierung mit Artillerietürmen wieder aufzubauen, was bis 1523 dauerte. 
Die Vororte entstanden um die Kirchen herum. Die kleine Stadt besaß zahlreiche Pfarreien: Sainte-Croix, Notre-Dame-de-la-Couldre, Saint-Laurent, Saint-Jean, Saint-Jacques, Saint-Paul, Saint-Pierre de Parthenay-le-Vieux (gegründet zu Beginn des 12. Jahrhunderts) und Le Sépulcre, zudem den Franziskaner-Konvent, das Spital Maison-Dieu und eine Leprosenstation. 
Im 17. Jahrhundert waren die Herzöge von La Meilleraye, Verwandte Richelieus, im Besitz von Parthenay. Sie residierten im Château de la Meilleraye in Beaulieu-sous-Parthenay.

### Bevölkerungsentwicklung
| Jahr      | 1962 | 1968   | 1975   | 1982   | 1990   | 1999   | 2007   | 2017   |
| --------- | ---- | ------ | ------ | ------ | ------ | ------ | ------ | ------ |
| Einwohner | 9616 | 11.334 | 12.728 | 11.395 | 10.809 | 10.446 | 10.415 | 10.267 |

## Sehenswürdigkeiten
- Die Burg: die Tour de la Poudrière, die Tour d’Harcourt, die Bastille de Richemont und der Boulevard d’Artillerie
- Reste der Stadtmauern mit Pont et Porte Saint-Jacques
- Fachwerkhäuser mit Ziegelsteinfüllungen in der Rue de la Vaux-St-Jacques
- Zahlreiche mittelalterliche Kirchen
- Etwa eineinhalb Kilometer südwestlich des Stadtzentrums liegt der kleine Ort Parthenay-le-Vieux. Die romanische Kirche Saint-Pierre zeigt im linken Tympanon der Fassade einen Reiter, der eine Taube (oder eher einen Jagdfalken?) in einer Hand hält und über eine am Boden liegende Figur hinwegreitet. Die Deutung dieser Figur ist ebenso unklar wie die der anderen – meist jedoch halbzerstörten – Reiterstandbilder in der Umgebung: Saint-Hilaire in Melle, Saint-Pierre in Aulnay, Saint-Nicolas in Civray und Saint-Pierre in Airvault. Das rechte Tympanon zeigt möglicherweise Samson wie er gegen einen Löwen kämpft. Im Innern der Kirche finden sich einige figürliche Kapitelle mit Fabelwesen (Sirenen, geflügelte Steinböcke etc.)

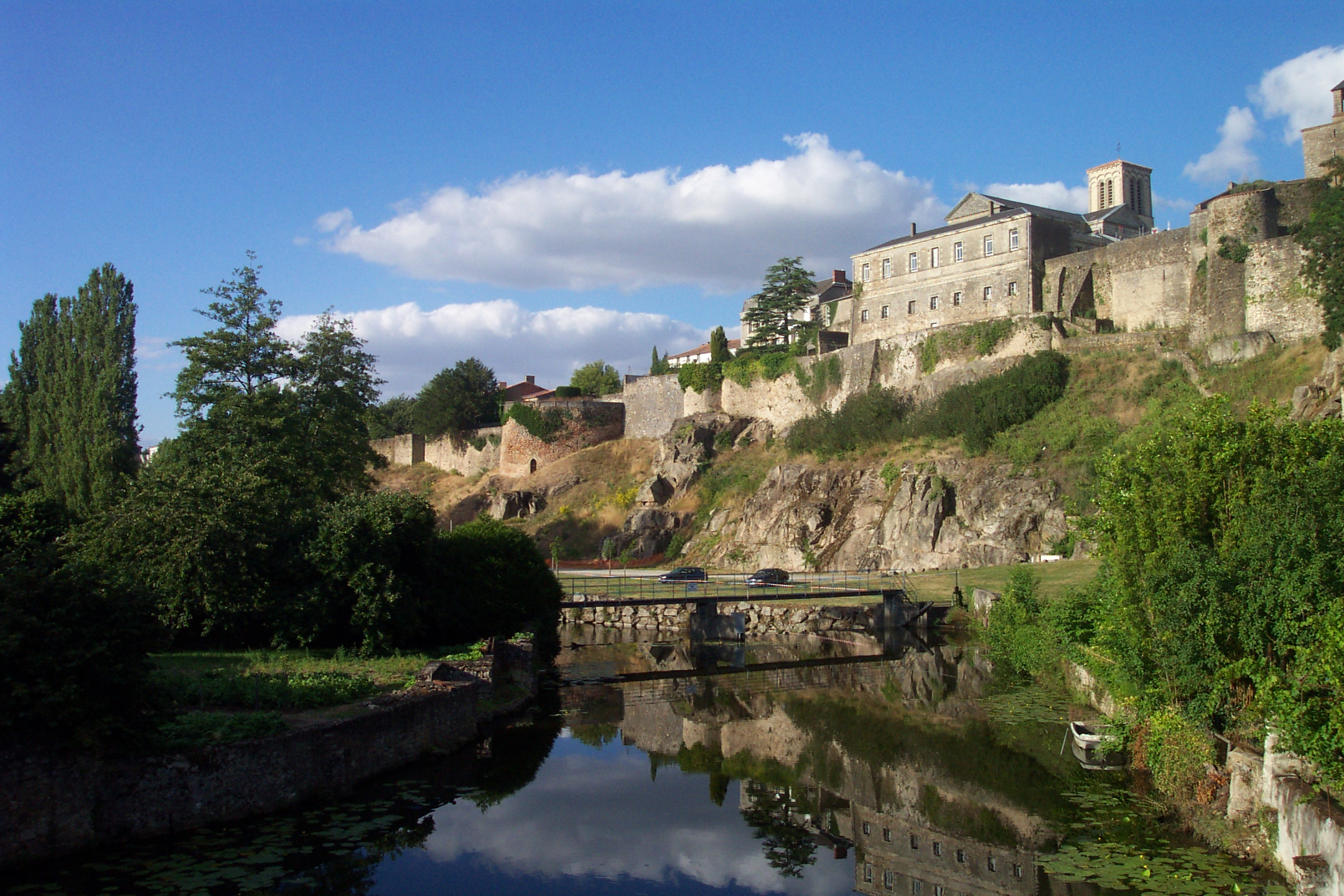
Die Zitadelle von Parthenay
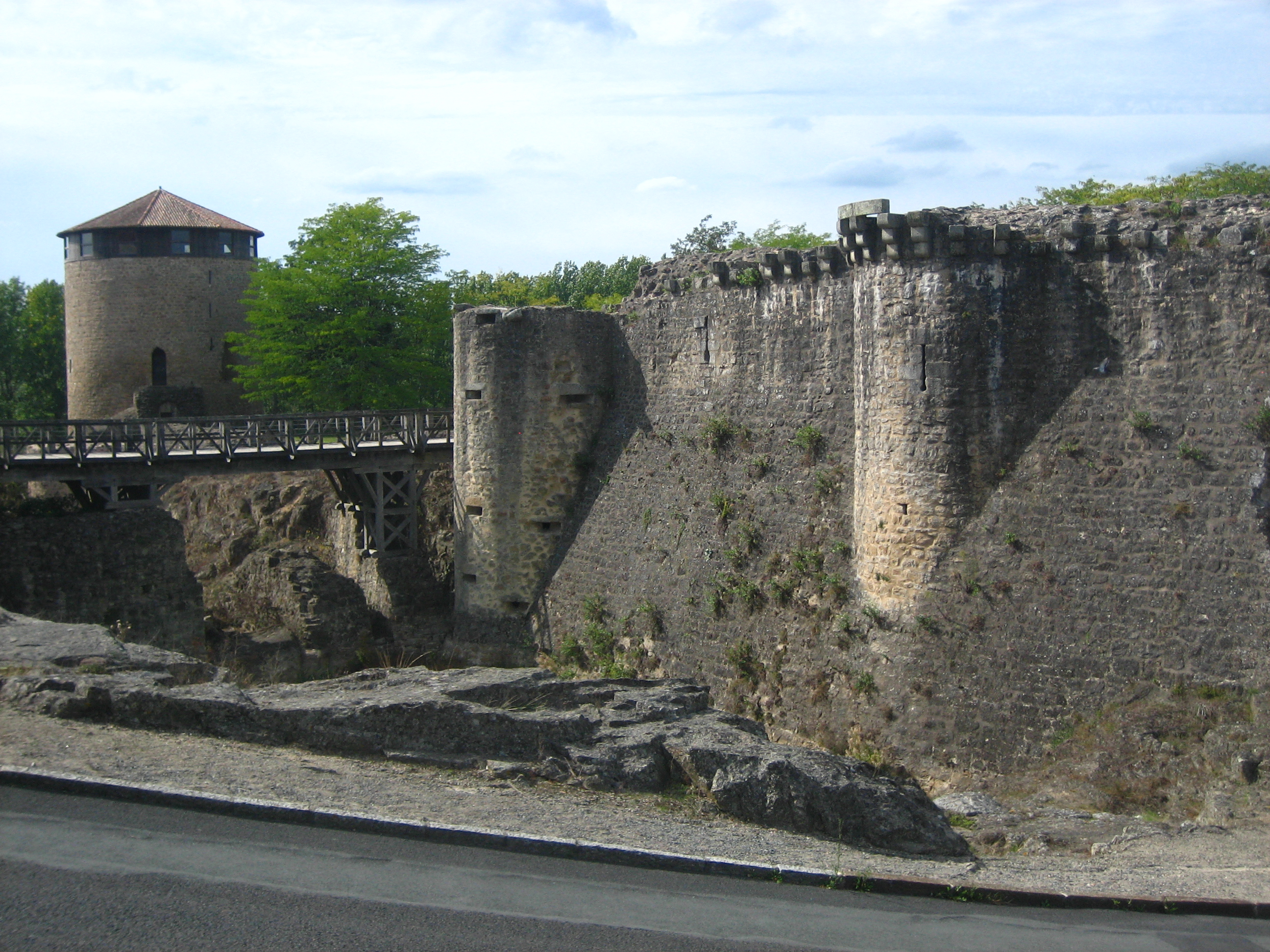
Stadtbefestigung im Bereich der alten Burg
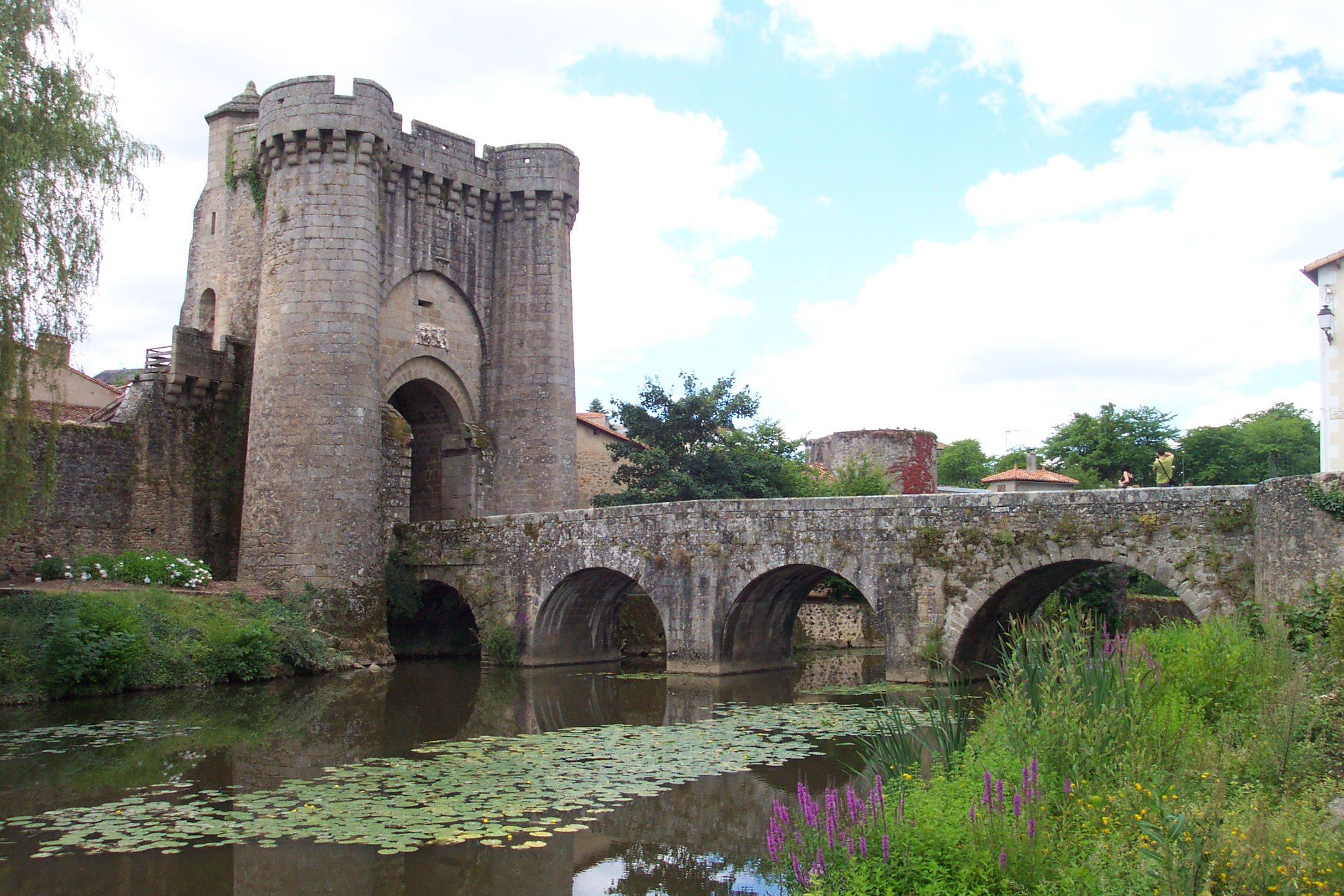
Parthenay: Saint-Jacques-Brücke und -Tor (13. Jh.)
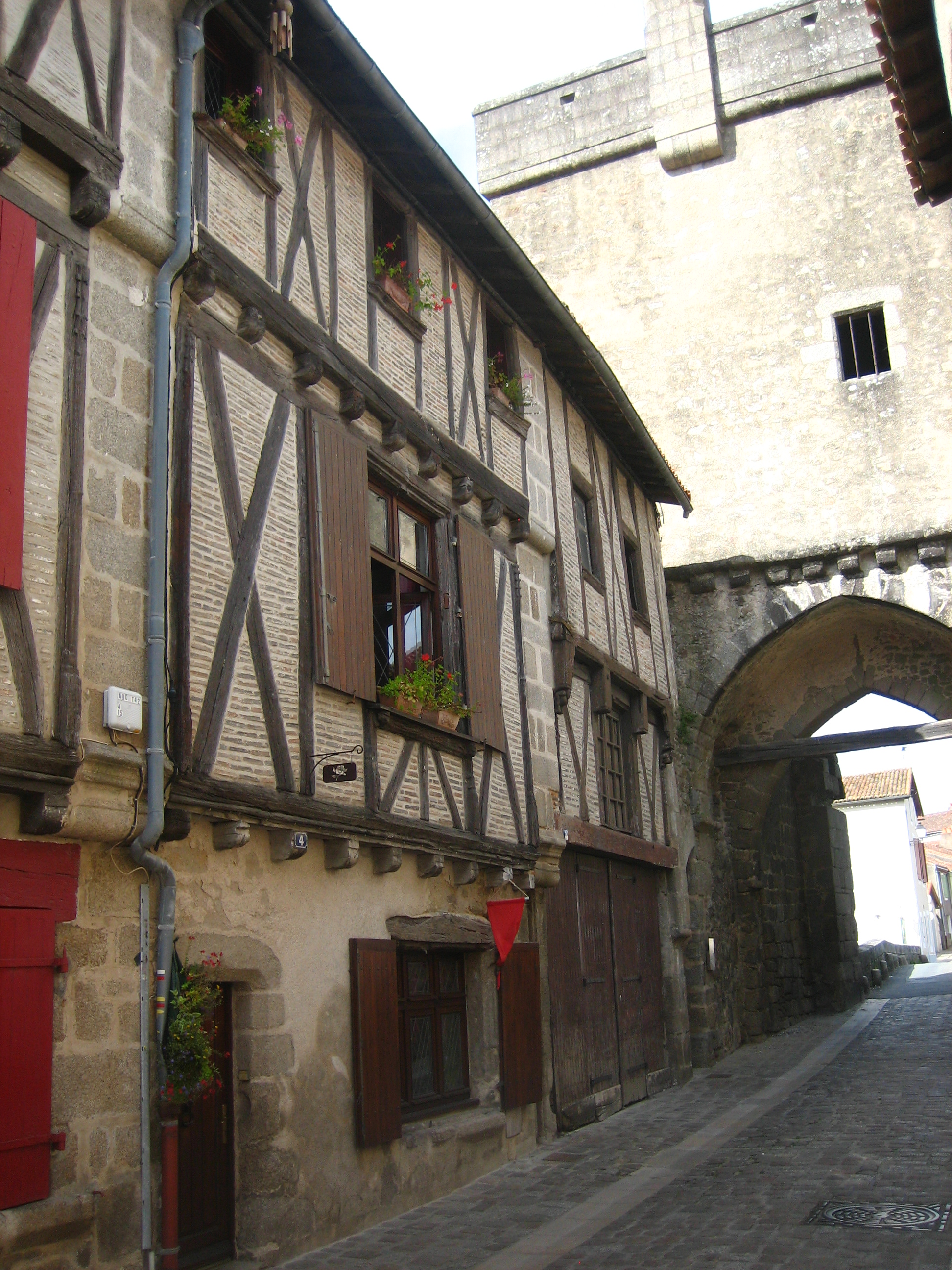
Fachwerk des Spätmittelalter
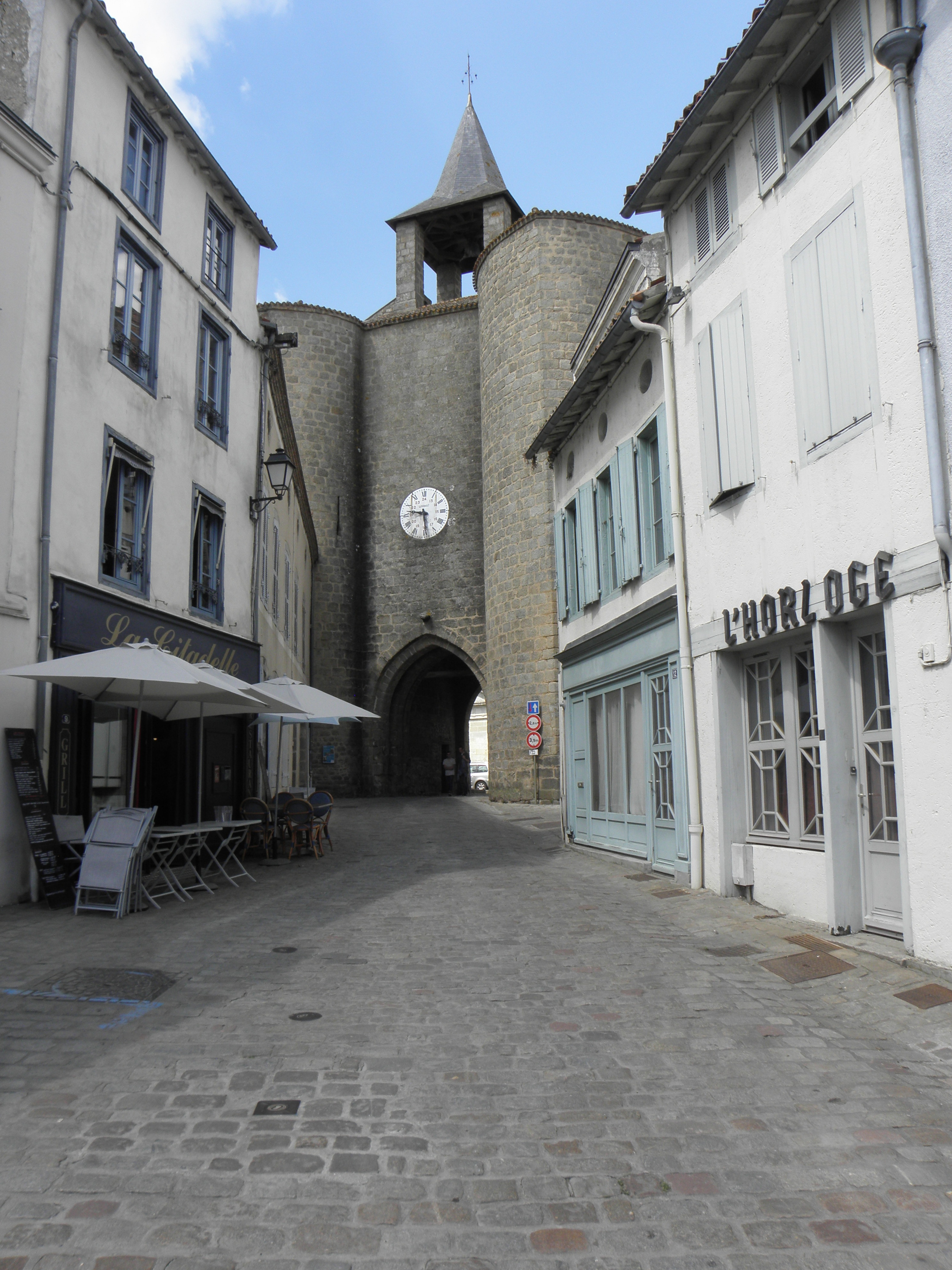
Tor der Zitadelle
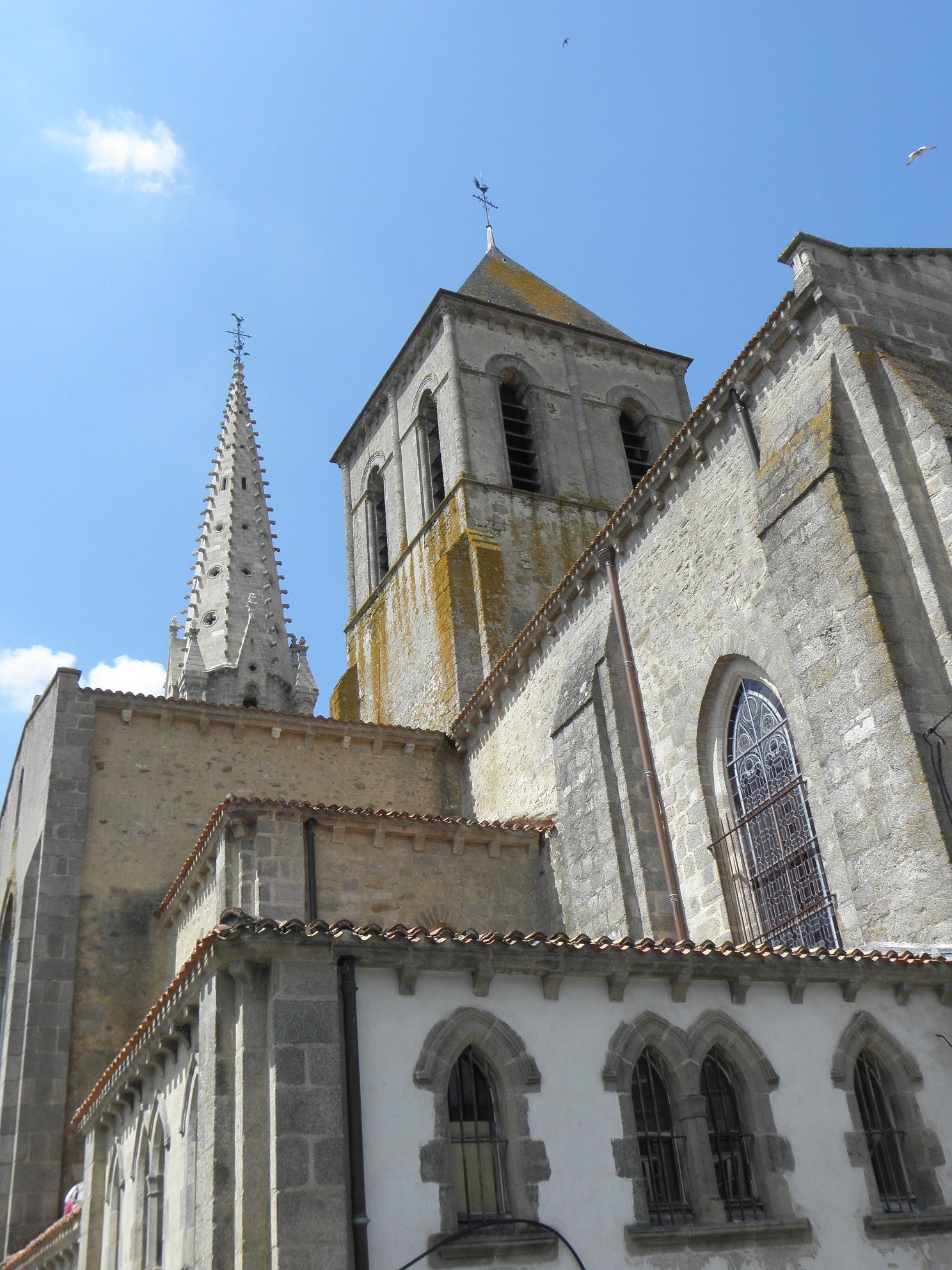
Saint-Laurent
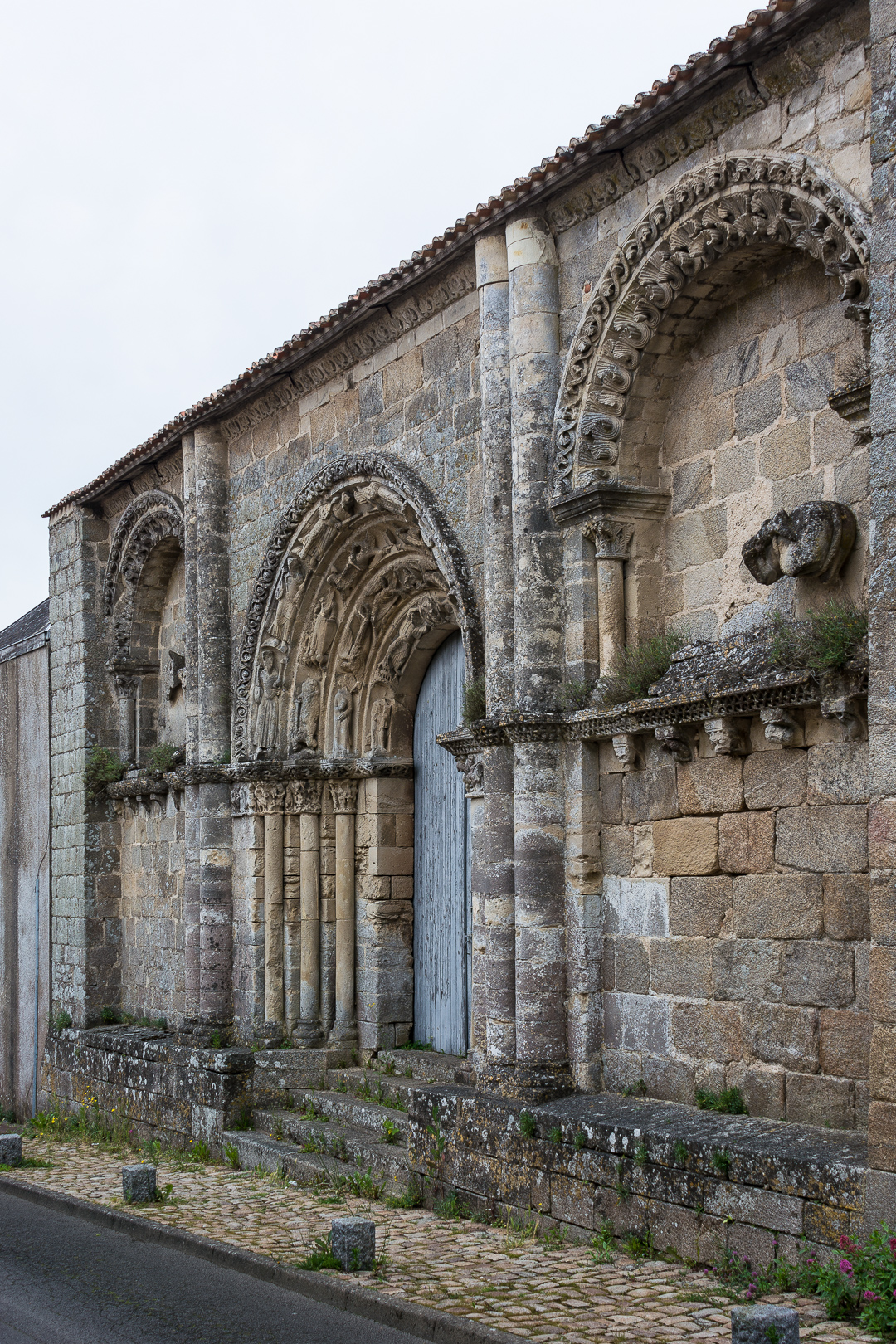
Romanische Kirche Notre-Dame-de-la-Couldre
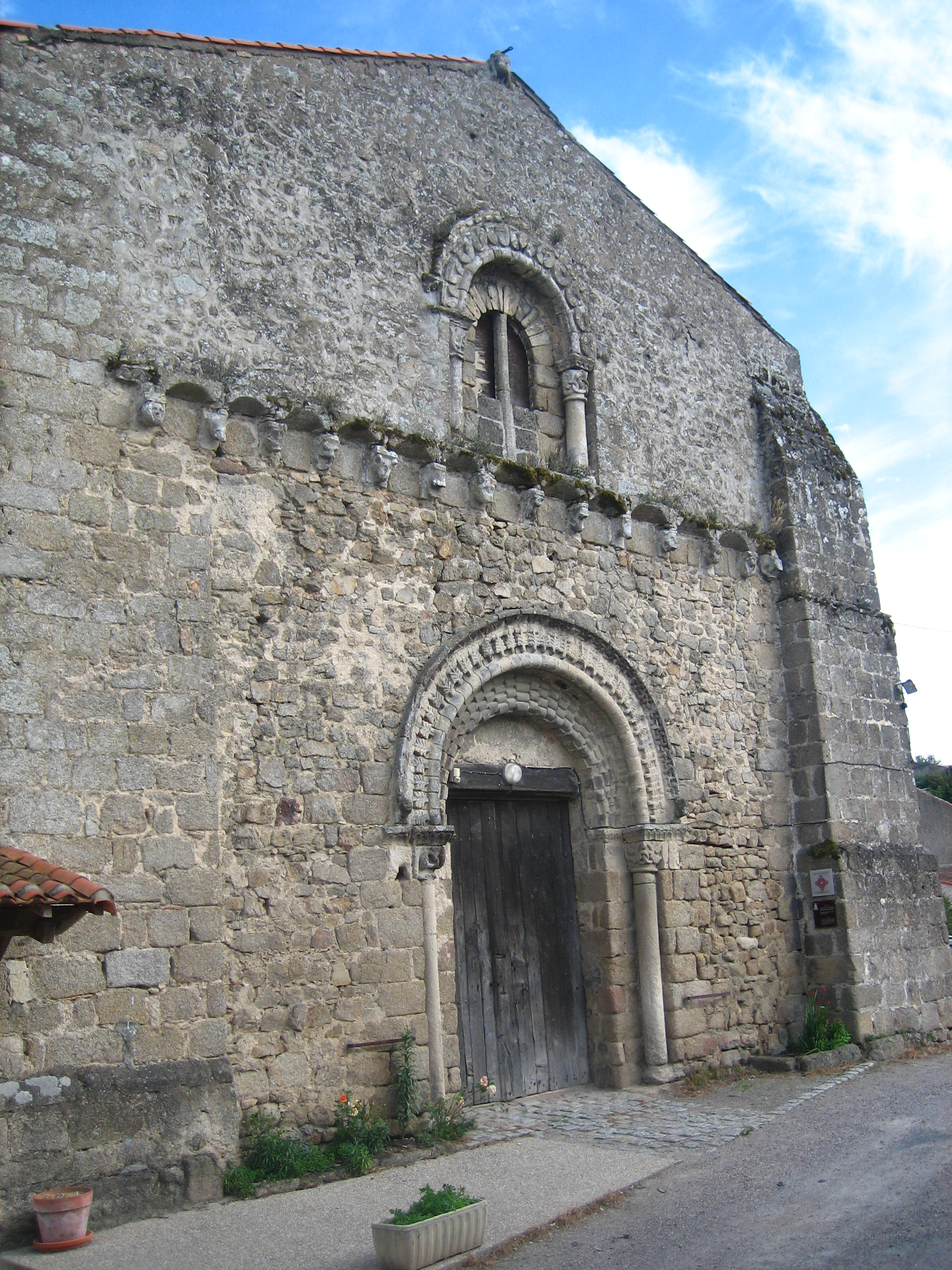
Saint-Paul
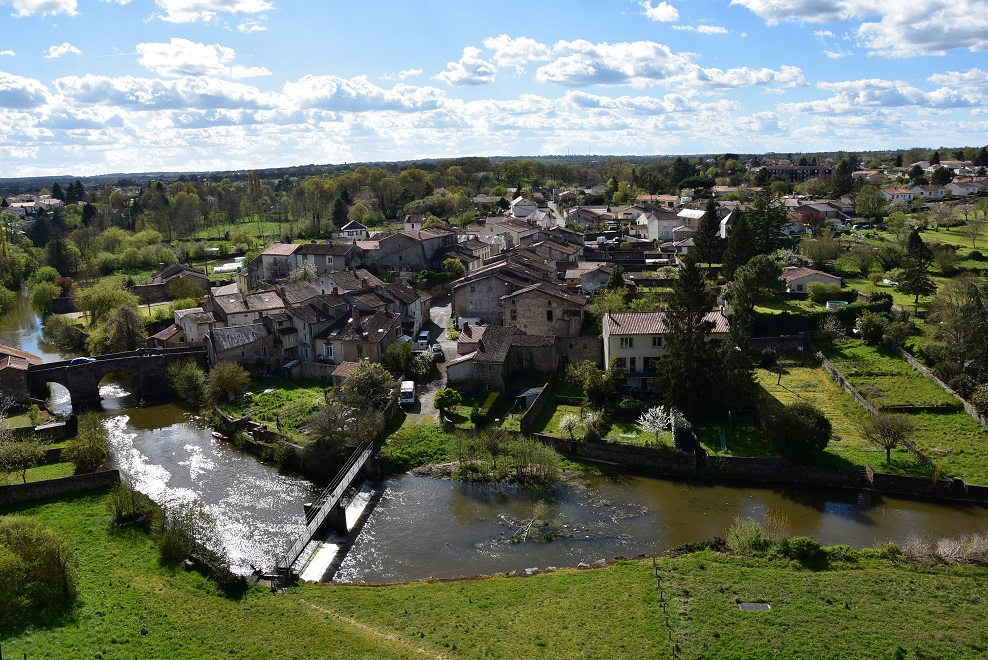
Saint-Paul Viertel
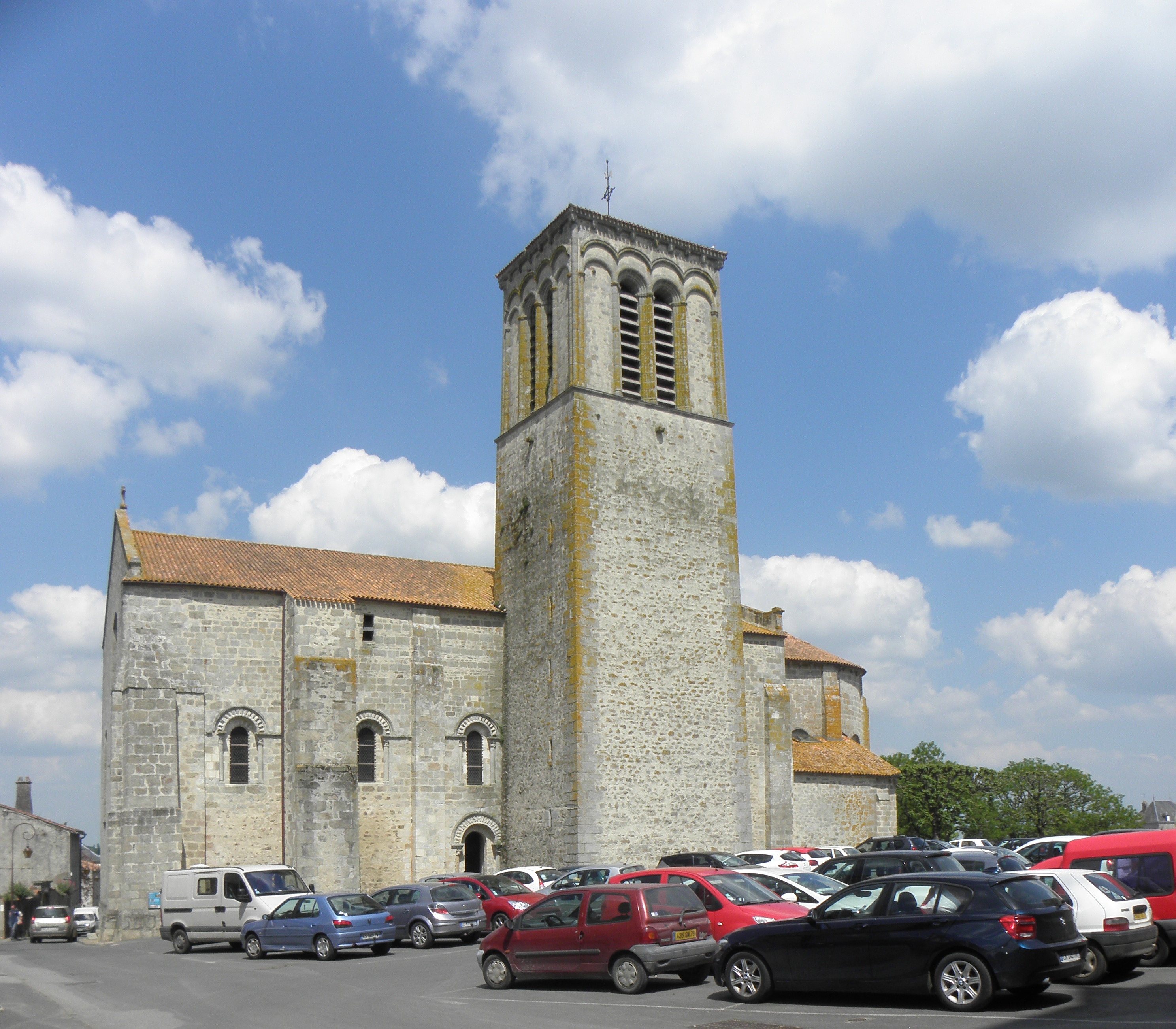
Romanische Kirche Sainte-Croix
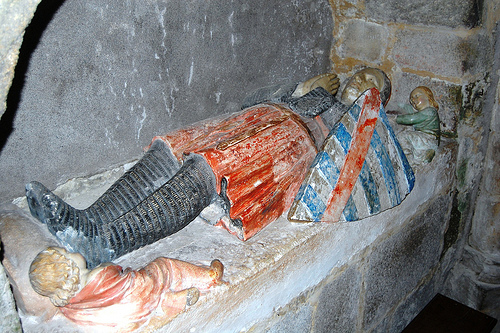
Grab Guillaumes VII. von Parthenay († 1401) in Sainte-Croix
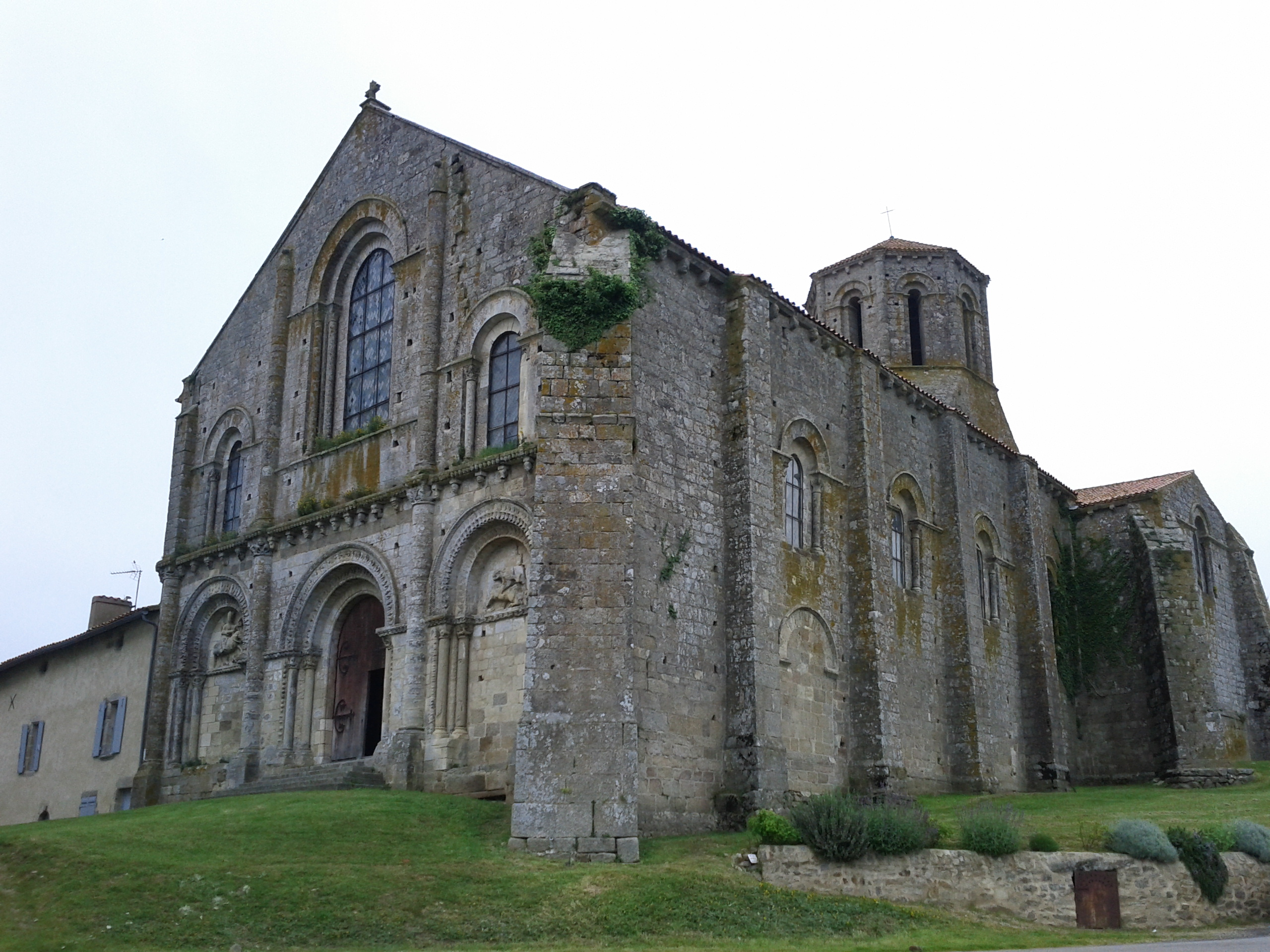
Frühgotische Kirche Saint-Pierre in Parthenay-le-Vieux
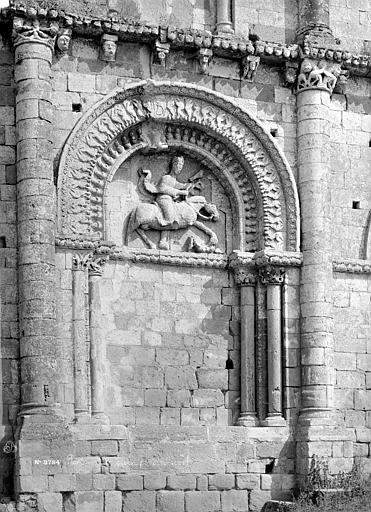
Saint-Pierre: Der Reiter

## Städtepartnerschaften
Parthenay unterhält mit mehreren Städten weltweit Städtepartnerschaften. Für diesen Zweck richtete die Stadt einen eigenen Ausschuss, das Comité de Jumelage de Parthenay, ein. Vor allem die Städte Manakara in Madagaskar und Tsévié in Togo werden durch soziale Projekte zusätzlich unterstützt. 
- Manakara, Madagaskar (1962)
- Weinstadt in Baden-Württemberg, Deutschland (1980)
- Tsévié, Togo (1990)
- Arnedo, Spanien (1991)
- Abrantes, Portugal (1993)
- Edmundston, Kanada (1993)
- Tipperary, Irland (1994)